# Sonnevend Júlia
Sonnevend Júlia (Budapest, 1979. –) magyar–amerikai esztéta, kommunikáció-kutató, jogász, közíró, egyetemi oktató. Jelenleg egyetemi docens a New York-i New School for Social Research Szociológia Tanszékén.

## Családja, magánélete
Budapesten nőtt fel, szülei az Országos Széchényi Könyvtár munkatársai voltak. Édesapja Sonnevend Péter (1944-), édesanyja Belohorszky Márta Mária (1944-2005). Apai ágon a Sonnevendek négy nemzedéken keresztül patikusok voltak Körmenden.
Férje Michael Schudson, amerikai szociológus és médiatörténész, a Columbia Egyetem professzora. 2017-ben született gyermekük, Schudson Noé Péter. 
Unokatestvére, Sonnevend Pál az ELTE Állam- és Jogtudományi Kar dékánja.

## Tanulmányai, munkássága
Középiskolai tanulmányait a Budapest-Fasori Evangélikus Gimnáziumban, majd az Alternatív Közgazdasági Gimnáziumban végezte.
Párhuzamosan végezte egyetemi tanulmányait: 2004-ben jogászként diplomázott az Eötvös Loránd Tudományegyetemen, majd 2006-ban szintén az ELTE-n végzett német és esztétika szakon. Egy budapesti konferencián feltett kérdésére figyelt fel Monroe Prince és hívta a Yale-re tanulni. 2007-ben szerzett diplomát a Yale Law Schoolon, 2013-ban pedig a Columbia Egyetem média szakán doktorált. Doktori disszertációjának címe "Global Iconic Events: How News Stories Travel Through Time, Space and Media". 2014 első felében Izraelben, a jeruzsálemi Héber Egyetem kommunikáció szakán és a nemzetközi béke elősegítését maga elé tűző Truman Research Institute-ban volt ösztöndíjas kutató. 2013 és 2017 között a Michigani Egyetem kommunikációtudomány szakán oktatott, 2017-től pedig a New School for Social Research Szociológia Tanszékének egyetemi docense.
Kutatási területe a kultúra szociológiája; tudományos munkáit az interdiszciplináris megközelítés jellemzi: egyszerre merít olyan tudományterületekből, mint a szociológia, a médiatudomány, a politikatudomány, a nemzetközi kapcsolatok, a színháztudomány és az esztétika. Egy 2019-es, az Élet és Irodalomban megjelent interjúban így fogalmaz: “Ha meg kell magamat határoznom, akkor médiakutatót vagy kulturális szociológust szoktam mondani, de leginkább szabadon gondolkodó értelmiségi szeretek lenni, aki különböző tudományterületekből és kontextusokból kapcsol össze gondolatokat.” Kutatásai középpontjában a társadalmunkban jelenlévő váratlan és "varázslatos" elemek állnak. Műveiben amellett érvel, hogy a politikai, társadalmi és kommunikációs folyamatok elemzéséhez elengedhetetlen az emberi élet olyan nem-racionális elemeire fókuszálni, mint a magukkal ragadó mítoszok, a globális ikonok, a karizma vagy a személyes vonzerő.
Első könyvében azt a kérdést teszi fel, miként válnak egyes történelmi események globális mítoszokká: hogyan lehet úgy elmesélni egy történetet, hogy az generációkon át és nemzetközi szinten is megmaradjon az emberek emlékezetében és alakítsa képzelőerejüket? Sonnevend bevezeti a “globális ikonikus esemény” fogalmát, amelyet olyan híreseményként határoz meg, amelyről a nemzetközi média sokszor és hosszú időn át ír, és a folyamat során, számos részletet elhagyva, megalkot egy koherens, sűrített és letisztult narratívát és a hozzá társított ikonikus képvilágot. A mű egyik fő állítása, hogy, bár e leegyszerűsítési folyamat nem veszélytelen, szükségünk van globális mítoszokra, amelyek referenciapontként szolgálnak világértelmezésünkhöz, a társadalmi és politikai vitáinkhoz.
A könyv fő esettanulmányként a berlini fal ledöntésének mítoszát vizsgálja: miként alakul át bürokratikus ballépések sora a leomló fal heroikus narratívájává, és hogyan alakítják az ehhez társított képek a mai napig a határokról és migrációról szóló diskurzust. Egy 2019-es 24.hu-n megjelent interjúban így fogalmaz: "Ahhoz, hogy aznap este ledőljön a fal, a bürokratikus hibán túl kellett négy és fél óra intenzív médianarráció is. A legjelentősebb tévé és rádióhíradók hangoztatták, hogy a berlini fal leomlott, érdemes tesztelni a határokat. A történtekre mégis úgy emlékszünk, mintha a tömegek maguktól rohamozták volna meg a falat. A bürokratikus hibák és a média szerepe nem vált részévé a narratívának. Miért? Mert a mítosz mindig egyszerűsít, és a sűrített mítosz volt az egyetlen út ahhoz, hogy a berlini fal mai napig ikonikus eseményként maradjon meg az emlékezetünkben."
Jelenleg készülő könyvében (Charm: How Magnetic Personalities Capture Our Hearts, Minds and Politics) az emberi kapcsolatokban meglévő "varázslatos" elemmel, a személyes vonzerővel foglalkozik. Sonnevend célja, hogy -- a szociológia, a performance-elmélet, a politikatudomány és a nemzetközi kapcsolatok szakirodalmát összekapcsolva -- megvizsgálja a vonzerő, a karizma és a sárm szerepét a mindennapit életben és a nemzetközi politikában. Politikai vezetők "vonzerejét" elemezve, esettanulmányok sorozatán mutatja be, hogyan lehet a személyes vonzerőt politikai tőkévé kovácsolni: Észak-Koreától kezdve Iránon át Magyarországig.

## Könyvei
- Charm: How Magnetic Personalities Capture Our Hearts, Minds and Politics. Princeton University Press, várható megjelenés: 2023.
- Határok nélkül. A berlini fal ledöntésének története a globális médiában; angolból ford. Lázár Júlia; Corvina, Bp., 2018
- Stories Without Borders: The Berlin Wall and the Making of a Global Iconic Event. New York: Oxford University Press, 2016.